# Pareuptychia difficilis
Espèce
Pareuptychia difficilis est une espèce néotropicale de lépidoptères (papillons) de la famille des Nymphalidae et de la sous-famille des Satyrinae.

## Répartition
Pareuptychia difficilis est présent en Bolivie.

## Systématique
L'espèce Pareuptychia difficilis a été décrite de Bolivie par l'entomologiste allemand Walter Forster en 1964,.

## Description originale
(de) Walter Forster, « Beiträge zur Kenntnis der Insektenfauna Boliviens XIX. Lepidoptera III. Satyridae », Veröffentlichungen der Zoologischen Staatssammlung München, vol. 8,‎ 1964, p. 51-188 (ISSN 0077-2135, lire en ligne).